# Julie-Victoire Daubié

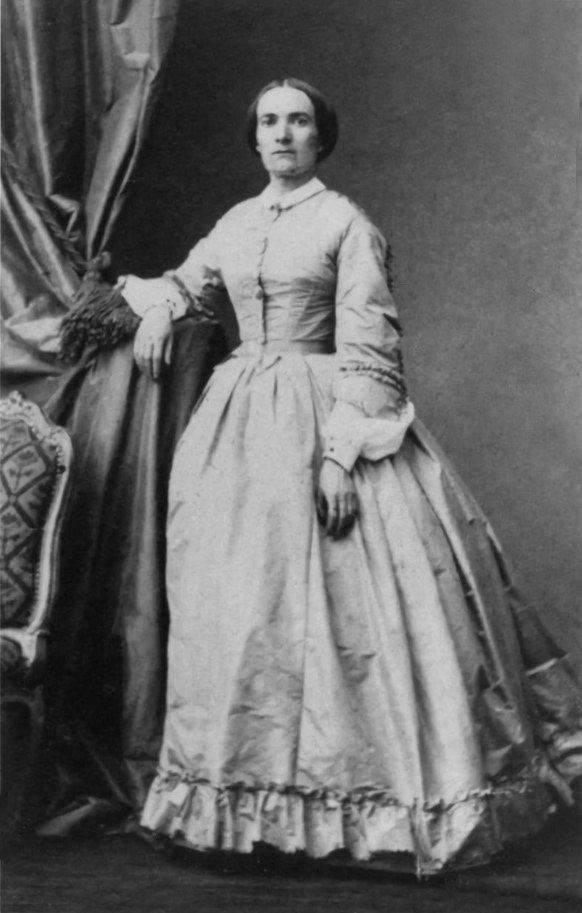
Julie-Victoire Daubié 1861

Julie-Victoire Daubié (* 26. März 1824 in Bains-les-Bains; † 26. August 1874 in Fontenoy-le-Château) war eine französische Journalistin und Frauenrechtlerin.
Sie war die erste französische Frau, die sich 1861 in Lyon zur Baccalauréatprüfung anmeldete und am 17. August 1861 als erste das Baccalauréat bestand. Sie war auch die erste Lizenziatin ès lettres (Literatur und Philologie) am 28. Oktober 1871, zu einer Zeit, als die Kurse an der Sorbonne Frauen nicht offen standen.

## Frühes Leben
Sie wurde am 26. März 1824 in Bains-les-Bains südwestlich der Vogesen geboren. Ihr Vater starb, als sie noch keine zwei Jahre alt war, und sie und ihre sieben Geschwister zogen mit ihrer Mutter nach Fontenoy, wo sie bei der Familie ihres Vaters wohnten. Mit Hilfe ihres Bruders lernte sie Latein, Griechisch, Deutsch, Geschichte und Geografie. Im Jahr 1844 erhielt sie ein Lehrerexamen und studierte außerdem Zoologie am Muséum national d’histoire naturelle in Paris. Am Museum wurde sie von dem renommierten Spezialisten Isidore Geoffroy Saint-Hilaire unterrichtet. Trotz ihrer Ausbildung und des Fehlens von Gesetzen, die Frauen den Zugang zur akademischen Welt ausdrücklich verwehrten, wurde sie an zahlreichen französischen Universitäten abgelehnt. Trotz der Ablehnungen setzte sie ihr Studium fort und arbeitete als Gouvernante.

## Ausbildung und Beruf
1859 nahm sie an einem Aufsatzwettbewerb der Académie des sciences, belles-lettres et arts in Lyon teil. Sie schrieb ein fast 300-seitiges Werk mit dem Titel „La Femme pauvre au xixe siècle, par une femme pauvre“ (Die arme Frau im 19. Jahrhundert, von einer armen Frau), in dem sie die berufliche und akademische Ausgrenzung von Frauen, die Lohnungleichheit und andere Probleme beschrieb. Der Aufsatz wurde nicht nur mit dem ersten Preis ausgezeichnet, sondern ermöglichte Daubié auch die Aufnahme in die Akademie.
1861 war sie die erste Frau, die sich der Baccalauréatprüfung unterzog. Sie war 37 Jahre alt, als sie im August 1861 die erste weibliche Baccalaureatin in Frankreich wurde.
Nach ihrem Abschluss setzte sie ihre Arbeit als Frauenrechtlerin und Wissenschaftlerin fort und schrieb über die Lage der Frauen. Sie kaufte im Zentrum von Fontenoy das große Haus von Charlotte de Huvé, wo sie ein Geschäft für Stickerei einrichtete und damit ihrer Schwester Julie nacheiferte, die bereits 1852 Geschäftsfrau geworden war. Da Julie-Victoire Daubié nur in der warmen Jahreszeit nach Fontenoy kam, übertrug sie die Geschäftsführung ihrer Nichte Mathilde.
Julie-Victoire Daubié widmete in Kapitel 2 von La femme pauvre mit dem Titel Quels moyens de subsistance ont les femmes (Welche Möglichkeiten haben Frauen, ihren Lebensunterhalt zu bestreiten) der Stickerei einen breiten Raum, ein Thema, mit dem sie sich gut auskannte: „Die Stickerei beschäftigt in Frankreich fast zweihunderttausend Arbeiterinnen. Der Tageslohn der Stickerinnen schwankt zwischen 20 Centimes und 1,5 Franc und 2 Franc. Die auf einem Webstuhl ausgeführte Stickerei, die viel Perfektion erfordert, führt zu einem höheren Lohn, aber sie deformiert die Figur der Kinder, die für diese Arbeit zu jung sind.“ (Julie-Victoire Daubié: La femme pauvre, Seite 43)
Sie ließ sich auch auf den Champs-Elysee in Paris nieder und wurde eine anerkannte Wirtschaftsjournalistin. 1871 erwarb sie in Lyon das Lizentiat der Künste und war damit die erste Frau, die ein Lizentiat in Literatur erhielt.
Am 21. Oktober 1870 forderte ein Erlass des Bürgermeisters von Paris die Gründung „einer Kommission von Damen zur Prüfung von Fragen des Grundschulunterrichts“. Julie-Victoire Daubié wurde gebeten, in dieser Kommission mitzuarbeiten. Die Arbeit dieser Kommission, die während der dreimonatigen Unruhen der Pariser Kommune unterbrochen wurde, wurde im Delon-Coignet-Bericht festgehalten.
Anfang 1871 gründete sie den Verein Association pour le suffrage des femmes (Verein für das Frauenstimmrecht) mit Sitz in Passy.

## Tod
Am 25. August 1874, gegen 17 Uhr, starb Julie-Victoire Daubié („en son vivant entrepreneur de broderie“, (zu ihren Lebzeiten Stickereiunternehmerin) wie der Notar in seinem Nachlassverzeichnis schrieb) an Tuberkulose. Sie wurde am 28. August in Fontenoy-le-Château beerdigt. Sie ruht hier zusammen mit ihrer Schwester Julie und ihren Nichten Mathilde und Louise Daubié. Ihr Grab ist noch erhalten. Sie hinterließ ihren Geschwistern einen mehr als ansehnlichen Nachlass, zwei Häuser, Wertpapiere, Aktien etc. Ihr einziger unverheirateter Bruder, der Priester, übernahm die Kosten für die Beerdigung.

## Die Frauenrechtlerin
„Julie-Victoire Daubié war keine Sozialistin. Sie war stark vom Saint-Simonismus geprägt, aber sie hatte eine moralische und politische Interpretation davon…“
Victoire Daubié war eine Moralistin und von Natur aus eine feministische Wirtschaftswissenschaftlerin. Sie bleibt als hartnäckige Kämpferin für die Anerkennung zahlreicher Rechte für Frauen in Erinnerung. Neben ihrem Kampf für ihren Zugang zu Bildung und einer effektiven Berufsausbildung setzte sie sich auch für das Frauenwahlrecht ein, das ihrer Meinung nach das politische Leben moralischer machen würde. Zusammen mit Léon Richer, Alexandre Dumas fils und Ernest Legouvé setzte sie sich für uneheliche Kinder ein, die wie die Frauen durch den Code Napoléon ihrer Rechte beraubt wurden. Sie schrieb in Léon Richers Wochenzeitschrift Le Droit des femmes.
Ihre Ideen waren Teil der modernistischen Denkweise des Second Empire, die das 20. Jahrhundert ankündigte und mit der Figuren wie Eugénie de Montijo, Elisa Lemonnier, Michel Chevalier, François Barthélemy Arlès-Dufour, Marie-louise und Ulysse Trèlat, Rosa Bonheur usw. in Verbindung gebracht wurden.
Zu ihren Lebzeiten wurde sie aufgrund ihrer journalistischen Arbeit in ganz Europa und den USA anerkannt. Ihr Kampf für die Bildung von Frauen und ihren Zugang zu höherer Bildung inspirierte die englische Feministin Josephine Butler, die einen Teil ihrer Werke in die englische Sprache übersetzte. Als Frances E. Willard, die erste weibliche Dekanin der Northwestern University, 1869 auf ihrer Studienreise in Paris ihre Werke kennenlernte, konnte sie ein Treffen mit ihr arrangieren.
Julie-Victoire Daubié hat ihr Leben zwischen ihren Kämpfen für die Emanzipation der Frau in der zeitgenössischen Gesellschaft (Ehe, Arbeitsbedingungen, Berufsausbildung, Entlohnung, Wahlrecht usw.), ihrem Engagement in zeitgeschichtlichen Bewegungen, ihrer Arbeit als Privatlehrerin, ihren politischen, journalistischen und freundschaftlichen Beziehungen (Jules Simon, Léon Richer, Marie d'Agoult, Juliette Edmond Adam usw.) aufgeteilt.
Das Ergebnis all ihrer Kämpfe sah sie zu ihren Lebzeiten nicht mehr, aber sie hatte dennoch die Genugtuung, eine gewisse Anerkennung zu genießen. Auf der Weltausstellung von 1867 erhielt sie eine Medaille, die ihre gesamte Arbeit und das Ansehen ihrer Autorin würdigte.

## Ehrungen (Auswahl)

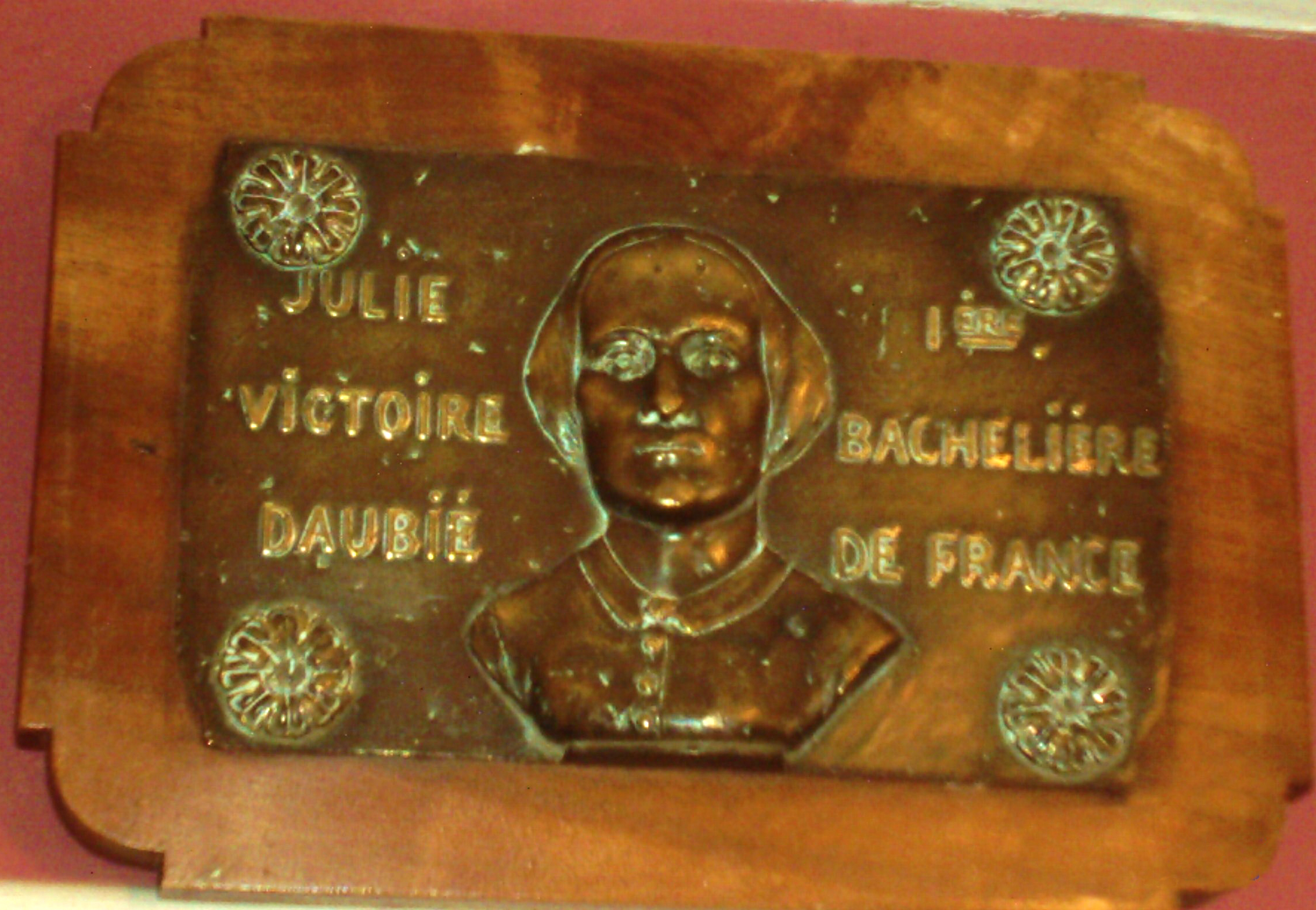
Gedenktafel für Julie-Victoire Daubié, Musée de la Broderie de Fontenoy-le-Château.

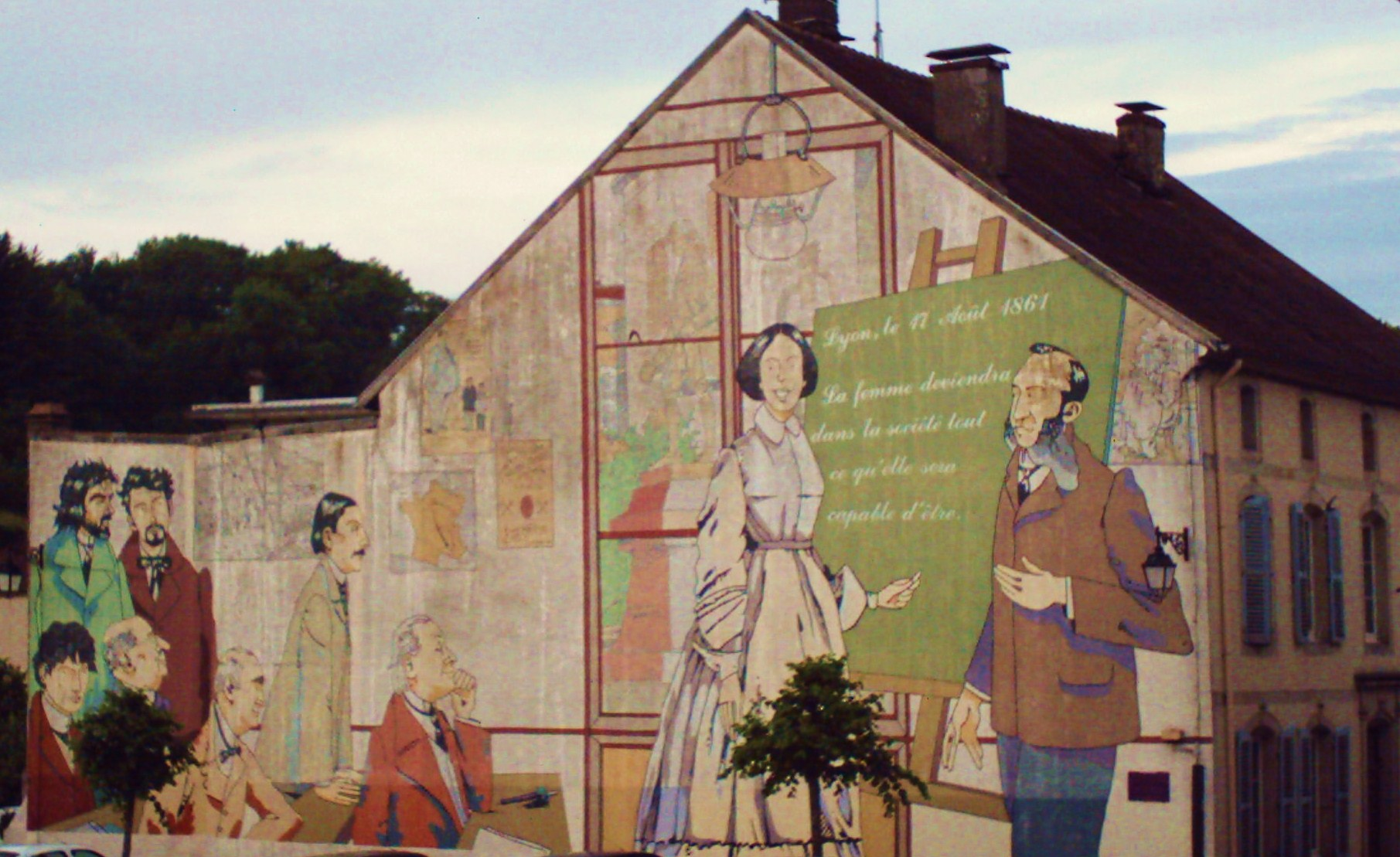
Wandgemälde zu Ehren von Julie-Victoire Daubié in Fontenoy-le-Château.

- 19 Schulen sind nach ihr benannt: Les Lilas, Saint-Ségal, Torcy, Vitry-en-Perthois, Saint-Avé, Milly-la-Forêt, Soyaux, Esquelbecq, Grande-Synthe, Montpellier, Châtel-sur-Moselle, Pouilloux, Lépanges-sur-Vologne, Les Pavillons-sous-Bois, Nohic, Lyon 7e, Rosières-aux-Salines, Chonas-l’Amballan, Neufchâteau, Hasnon,
- vier Collèges in Plouzané, Bourg-en-Bresse, Bains-les-Bains und Saint-Philbert-de-Grand-Lieu,
- und drei Lycées (ein Lycée d'enseignement professionnel in Laon, das Lycée und die Cité scolaire in Rombas und ein Lycée in Argenteuil (Val-d'Oise)) tragen ihren Namen.
- Am 24. September 2008 wurde das ehemalige Gebäude Présidence der Universität Claude Bernard, Lyon 1, in Julie-Victoire Daubié umbenannt.
- In Écully trägt das Amphitheater der Emlyon Business School den Namen Julie-Victoire Daubié.
- Es gibt auch drei Julie-Victoire-Daubié-Plätze, einen in Fontenoy-le-Château, wo das Haus von Siméon-Florentin Daubié stand, einen in Bazegney und einen in Lyon.
- Mehrere Straßen tragen diesen Namen in: Augny, Bobigny, Bulgnéville, Dijon, Guénange, La Ville-aux-Dames, Limeil-Brévannes, Louviers, Nancy, 13. Arrondissement von Paris, Saint-Nazaire, Nort-sur-Erdre, Tomblaine, eine Passage Julie-Victoire Daubié in Saint-Dié-des-Vosges, eine Gasse in Maizières-lès-Metz und eine Sackgasse in Saint-Vallier, eine Allee in Artigues-près-Bordeaux.
- Im September 2018 eröffnete die Cité internationale universitaire de Paris am Boulevard Jourdan die Julie-Victoire-Daubié-Residenz für internationale Studierende und Forscher.
- Die Gemeinde Fontenoy enthüllte 1997 am Giebel eines Hauses auf dem Platz ein riesiges Wandgemälde, das Julie-Victoire Daubié beim Ablegen ihres Abiturs zeigt. Jedes Jahr im August organisiert der Geschichtsverein Les Amis du Vieux Fontenoy zur Feier des Jahrestages des ersten weiblichen Baccalauréat eine kommentierte Stadtführung Dans les pas de Julie-Victoire Daubié (In den Fußstapfen von Julie-Victoire Daubié).
- Im März 2018 stellte Google sie in seinen „Google Doodles“ vor.[4]